# Stazione meteorologica di Rolo
La stazione meteorologica di Rolo è la stazione meteorologica di riferimento per l'Organizzazione Meteorologica Mondiale relativa all'omonimo comune della provincia di Reggio nell'Emilia, gestita dall'ARPA dell'Emilia-Romagna.

## Caratteristiche
La stazione meteorologica, originariamente gestita dall'ERSA, è passata nel 1996 sotto la gestione del Servizio Idrometeorologico dell'ARPA Emilia-Romagna.
La stazione, di tipo automatico DCP, si trova nell'Italia nord-orientale, in Emilia-Romagna, in provincia di Reggio nell'Emilia, nel comune di Rolo, col barometro collocato a 21 metri s.l.m. e alle coordinate geografiche 44°53′05.33″N 10°52′26.4″E.

## Medie climatiche ufficiali

### Dati climatologici 1991-2005
In base alla media calcolata dall'ARPA Emilia-Romagna per il periodo tra il 1991 e il 2005, la temperatura media del mese più freddo, gennaio, si attesta attorno ai +2,9 °C; quella del mese più caldo, agosto, è di +24,6 °C. Mediamente, nel corso dell'anno si contano 68,1 giorni di gelo e 0,7 giorni di ghiaccio.
Nello stesso periodo, le precipitazioni medie annue si attestano a 613,3 mm, con marcato minimo in febbraio e picco massimo in ottobre.
| Rolo (1991-2005)                 | Mesi | Mesi | Mesi | Mesi | Mesi | Mesi | Mesi | Mesi | Mesi | Mesi | Mesi | Mesi | Stagioni | Stagioni | Stagioni | Stagioni | Anno  |
| Rolo (1991-2005)                 | Gen  | Feb  | Mar  | Apr  | Mag  | Giu  | Lug  | Ago  | Set  | Ott  | Nov  | Dic  | Inv      | Pri      | Est      | Aut      | Anno  |
| -------------------------------- | ---- | ---- | ---- | ---- | ---- | ---- | ---- | ---- | ---- | ---- | ---- | ---- | -------- | -------- | -------- | -------- | ----- |
| T. max. media (°C)               | 6,7  | 9,6  | 15,7 | 18,6 | 24,5 | 28,2 | 30,4 | 31,4 | 26,2 | 18,5 | 11,7 | 7,6  | 8,0      | 19,6     | 30,0     | 18,8     | 19,1  |
| T. min. media (°C)               | −1,0 | −2,3 | 2,5  | 6,4  | 11,7 | 14,9 | 16,8 | 17,8 | 13,4 | 9,7  | 4,8  | 0,8  | −0,8     | 6,9      | 16,5     | 9,3      | 8,0   |
| Giorni di gelo (Tmin ≤ 0 °C)     | 19,3 | 21,1 | 8,6  | 0,6  | 0,0  | 0,0  | 0,0  | 0,0  | 0,0  | 0,4  | 4,7  | 13,4 | 53,8     | 9,2      | 0,0      | 5,1      | 68,1  |
| Giorni di ghiaccio (Tmax ≤ 0 °C) | 0,1  | 0,4  | 0,0  | 0,0  | 0,0  | 0,0  | 0,0  | 0,0  | 0,0  | 0,0  | 0,0  | 0,2  | 0,7      | 0,0      | 0,0      | 0,0      | 0,7   |
| Precipitazioni (mm)              | 25,0 | 9,0  | 26,7 | 55,0 | 68,3 | 47,1 | 52,0 | 49,2 | 74,7 | 94,6 | 61,4 | 50,3 | 84,3     | 150,0    | 148,3    | 230,7    | 613,3 |

## Valori estremi

### Temperature estreme mensili dal 1985 ad oggi
Nella tabella sottostante sono riportati i valori delle temperature estreme mensili registrate presso la stazione meteorologica dal 1985 ad oggi.
La temperatura minima assoluta ha toccato i -20,3 °C nel febbraio 1991, mentre la temperatura massima assoluta ha raggiunto i +40,1 °C nell'agosto 2003.
| Rolo (1985-2023)      | Mesi         | Mesi         | Mesi        | Mesi        | Mesi        | Mesi        | Mesi        | Mesi        | Mesi        | Mesi        | Mesi        | Mesi         | Stagioni | Stagioni | Stagioni | Stagioni | Anno  |
| Rolo (1985-2023)      | Gen          | Feb          | Mar         | Apr         | Mag         | Giu         | Lug         | Ago         | Set         | Ott         | Nov         | Dic          | Inv      | Pri      | Est      | Aut      | Anno  |
| --------------------- | ------------ | ------------ | ----------- | ----------- | ----------- | ----------- | ----------- | ----------- | ----------- | ----------- | ----------- | ------------ | -------- | -------- | -------- | -------- | ----- |
| T. max. assoluta (°C) | 18,4 (2007)  | 22,8 (1990)  | 27,7 (1997) | 31,4 (2011) | 34,7 (2009) | 36,4 (2008) | 39,5 (2022) | 40,1 (2003) | 35,2 (2015) | 29,6 (2011) | 22,0 (2008) | 18,5 (1989)  | 22,8     | 34,7     | 40,1     | 35,2     | 40,1  |
| T. min. assoluta (°C) | −20,0 (1985) | −20,3 (1991) | −9,2 (2005) | −2,6 (2003) | 3,2 (1987)  | 5,7 (2005)  | 9,4 (1993)  | 8,6 (1986)  | 5,0 (1987)  | −1,6 (2003) | −7,2 (1988) | −15,3 (2009) | −20,3    | −9,2     | 5,7      | −7,2     | −20,3 |